# Solbränna

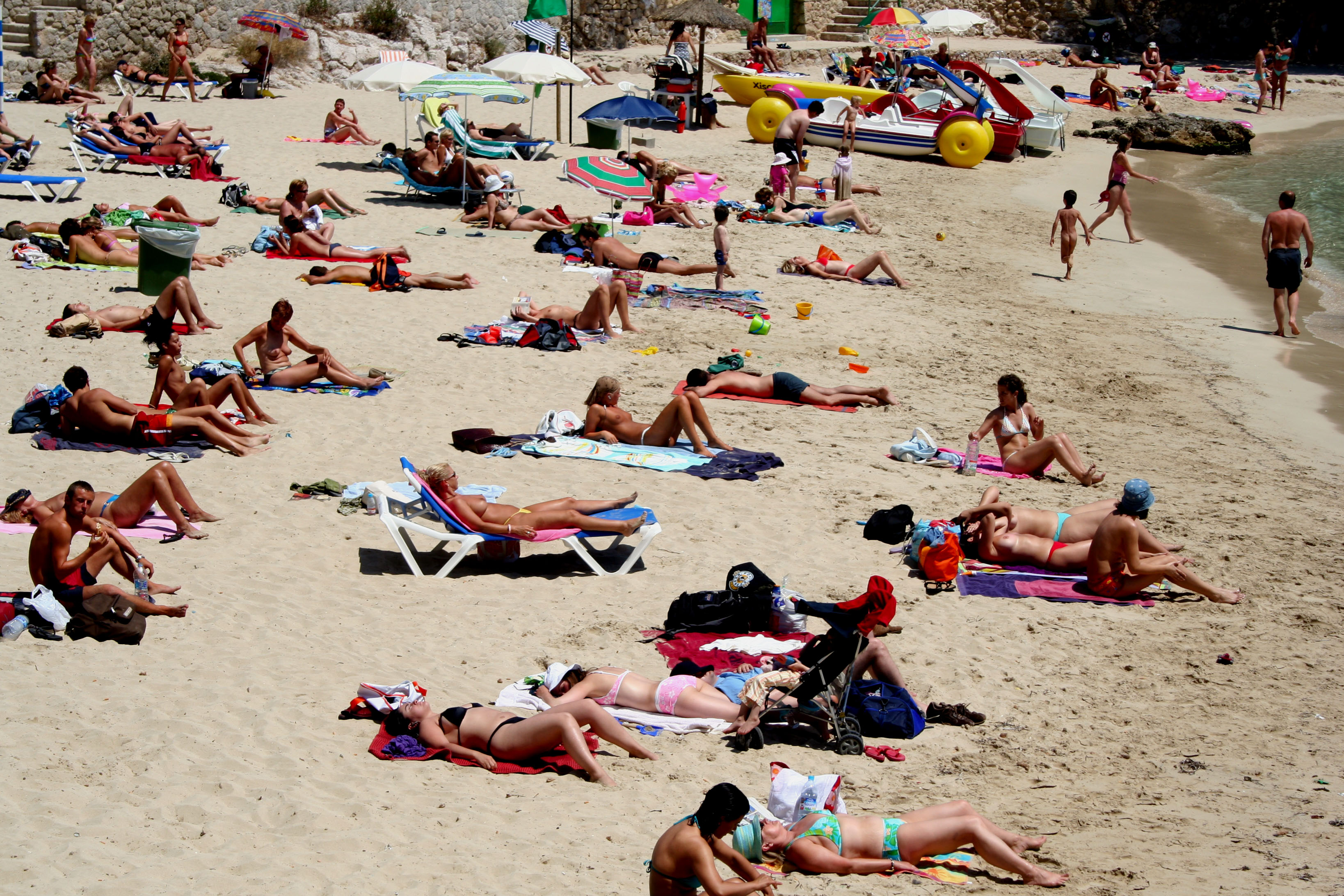
Solbad på Mallorca.

Solbränna är en pigmentförändring i huden som uppstår när den utsätts för ultraviolett strålning som finns exempelvis i solljus och ljuset från UV-lampor i ett solarium. Efter en solbränna bildar huden pigment som absorberar mer av UV-strålningen och skyddar huden. Den innebär också att en mindre andel av ljuset når långt in i huden, vilket minskar risken för farliga strålningsskador. Det gör också att huden mörknar. En kraftig dos UV-strålning kan leda till erytem och solskador.
Genom historien har synen på solbrändhet växlat. Fram till omkring 1900 undvek man i västerlandet om möjligt att bli solbränd. Men från tidigt 1900-tal kom solbränna att förknippas med hälsa och solbad blev från 1920-talet ett mode. Från tidigt 2000-tal har detta mode avtagit något och stor uppmärksamhet har i stället riktats mot riskerna med solljus och solbrännans negativa effekter och skadeverkningar som hudcancer. Man kan skydda sig mot solens skadliga strålning genom att använda heltäckande kläder och solhatt eller förlänga vistelsetiden i solen med hjälp av solskyddsmedel.

## Terminologi
I svenska språket skiljer man sällan, till skillnad från exempelvis engelskan, mellan en mildare solbränna som inte åtföljs av obehag, och en kraftig solbränna med hudrodnad, obehag, blåsbildning och liknande. 
Förr förekom i svenskan ordet solbryna, som i Svenska Akademiens Ordbok förklaras som att ”sola sig”. Där omnämns även orden solbrynt eller solbrynthet, där solbrynt avser solbränd i förbindelse med "hälsa och dylikt" Även ordet solhärdning har förekommit. Effekten av en varsam exponering från ultraviolett strålning, som inte ger upphov till solbränna i medicinsk mening kallas numera ibland solbrunhet.
Att befinna sig i solen för att njuta av dess värme och för att just bli solbrun brukar kallas solbad. 
I medicinsk terminologi används ibland ordet solskada för att beskriva en kraftig solbränna som skadat huden. I den etablerade medicinska terminologin enligt WHO ICD-10 betecknas tillståndet "L55 Sunburn". På svenska Solbränna (lat. combustio solaris). Den delas, liksom andra slag av brännskador, in i tre grader: L55.0 Första gradens solbränna, L55.1 Andra gradens solbränna och L55.2 Tredje gradens solbränna. Solbränna har likheter med mindre brännskador och andra strålningsskador.

## Solljusets UV-strålning

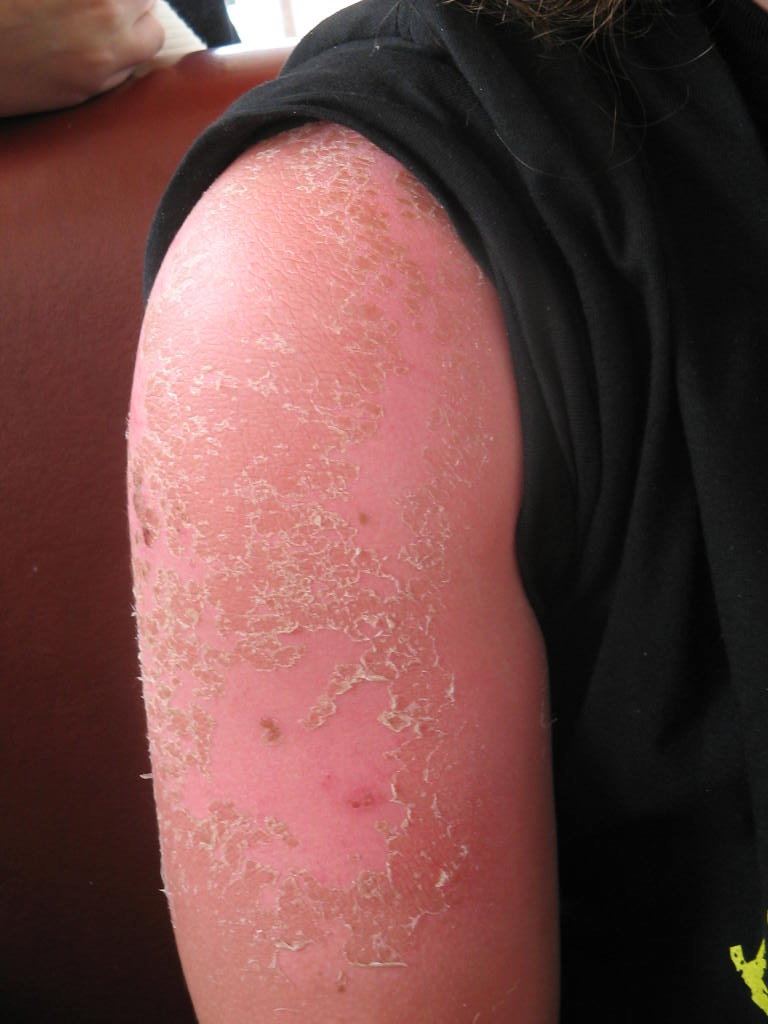
Flagnad hud till följd av för kraftig solbränna som orsakat en solskada.

Livet på jorden är anpassat till den solstrålningsintensitet som når jordens yta och till stor del reduceras av stratosfärens ozonskikt. Inom biologi och strålskydd talar man om tre våglängdsområden, UVA (315–400 nm), UVB (280–315 nm) och UVC (100-280 nm).
UVA-strålning absorberas nästan inte alls av atmosfärens ozonskikt och har liknande biologiska verkningar som synligt ljus. UVB absorberas delvis av atmosfären, och dess intensitet är starkt beroende av stratosfärens ozonskikt. Höga doser av UVB ger skadliga verkningar på levande varelser. UVC ‒ som är mycket energirik och därmed farlig ‒ absorberas nästan helt av atmosfären.
UVA-strålningen är mer jämnt förekommande under dagen och under året än UVB. Huvuddelen av UVA-strålningen blockeras inte av atmosfärens ozonlager. UVA blockeras mindre än UVB av solskyddsmedel, men stoppas av kläder. UVA skapar inte direkt DNA-skador, men gör det indirekt genom att producera reaktiva syreföreningar. UVA skapar en “kosmetisk solbränna” utan ökad mängd skyddande melanin.[källa behövs]
UVB triggar CPD-DNA-skador, det vill säga direkta DNA-skador, vilket inducerar och ökar melaninproduktionen. UVB skapar mer solbränna än UVA som ett resultat av hög exponering.[källa behövs] Mekanismen för solbränna och ökad melanogenes är identisk. Båda orsakas av ”direct DNA damage”. UVB triggar även produktionen av D-vitamin i mänsklig hud.
UVB-strålning reduceras av solskyddsmedel i enlighet med dess SPF. Det finns indikationer för att UVB ökar  risken för Melanocytic nevus och vissa typer av hudcancer.[källa behövs] UVB anses även orsaka åldrande av huden, men i mindre grad och långsammare än UVA.[källa behövs] UVB stimulerar även produktion av nytt melanin, vilket leder till ökad pigmentering inom några dagar.

## Biologi

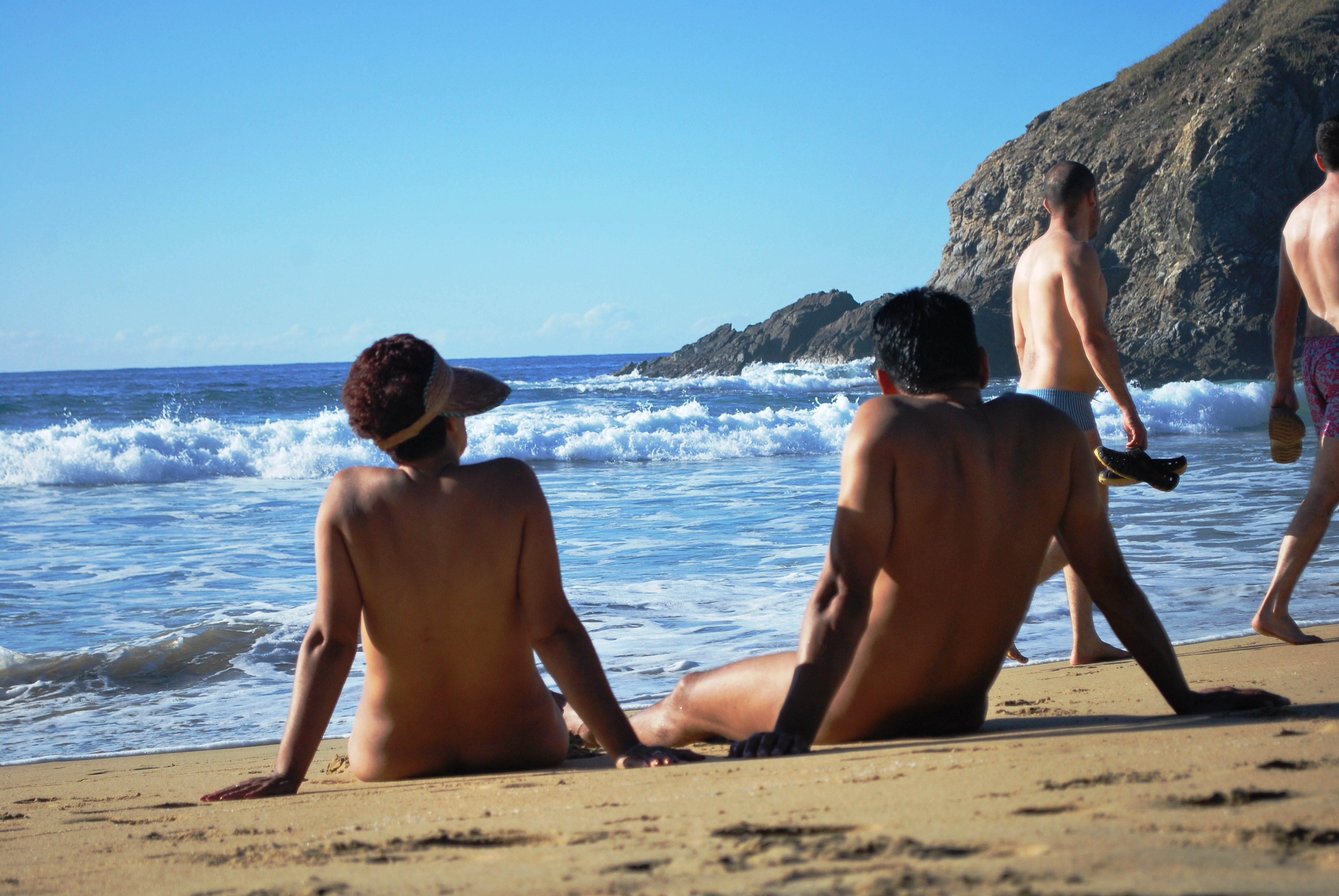
Solbad, Zipolite Beach, Mexico 2009

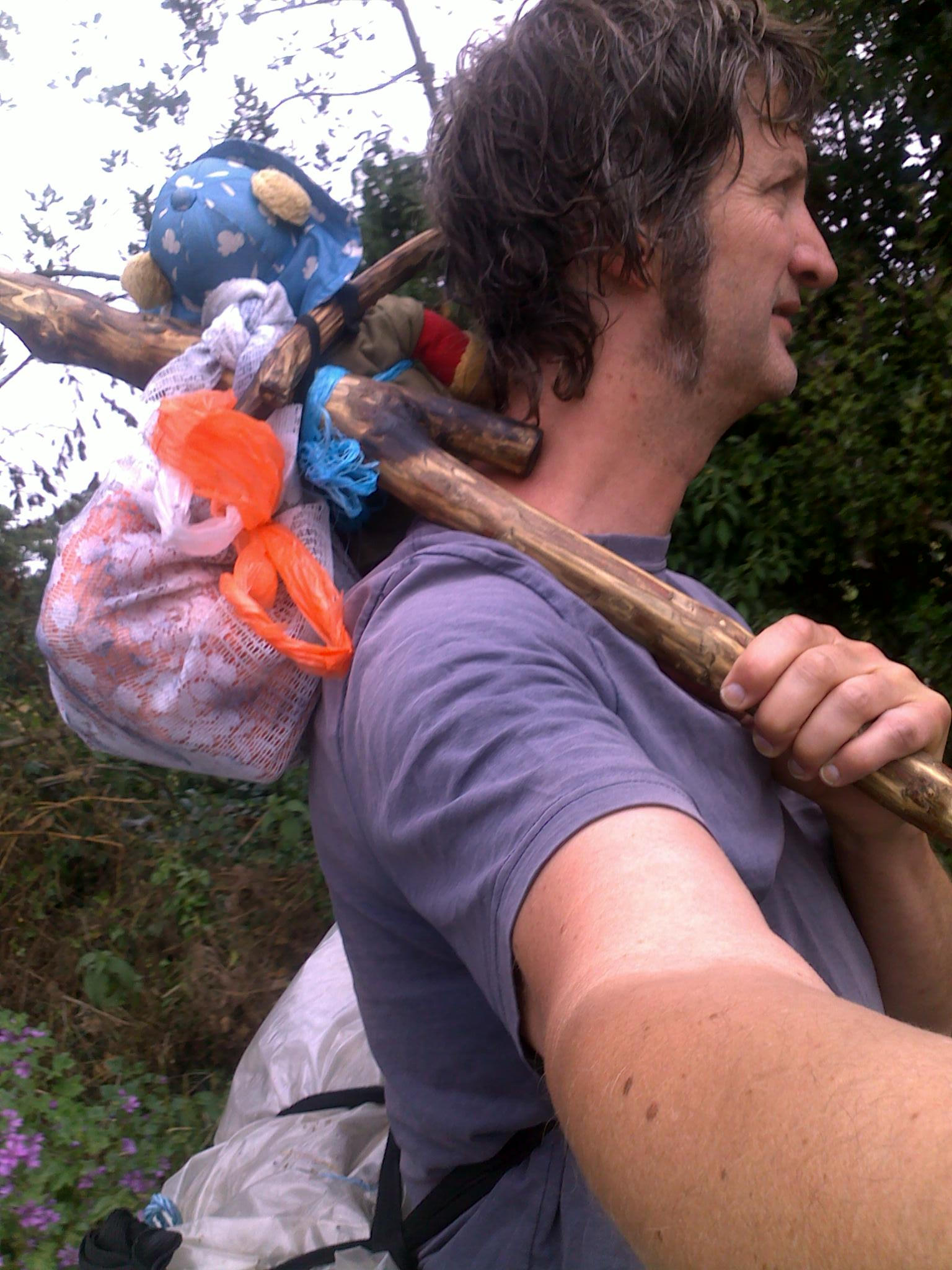
Olika längd på exempelvis ärmar kan efter klädbyte exponera tan lines och ge upphov till besvärlig solbränna på oskyddad hud.

Det är främst solljusets UV-strålning som ger solbränna. Människans hud är evolutionärt anpassad för att skydda sig från ultraviolett strålning som finns i solljus och vid exponering produceras melanin och vitamin D. Snabb och hög exponering av UV-ljus, speciellt hos personer med ljus hy, kan ge ökad risk för olika sjukdomar, exempelvis hudcancer, reducerad funktion hos immunsystemet och påskynda hudens åldrande. Att vissa personer mer problemfritt och snabbt blir solbrända, medan andra får besvär förklaras delvis av olika hudtyper, som kan vara både individuellt och genetiskt betingat.
Melanin är ett naturligt pigment som produceras av celler kallade melanocyter vid en process kallad melanogenes. Melanocyter producerar två typer av pigment: feomelanin (röd) och eumelanin (mörkt brun). Melanin skyddar kroppen från att absorbera UV-strålning. 
Stor exponering för UV-strålning orsakar solskador vilket innebär både direkt och indirekt DNA-skador i huden. Kroppen svarar  med att identifiera och reparera dessa skador vilket ger framtida skydd av huden genom att huden då triggas att bilda mer melanin i hudcellerna.[källa behövs]
Genom produktion av melanin mörknar huden. Processen triggas av både naturligt solljus och artificiell UV-strålning, i våglängderna UVA, UVB eller kombinationer. Intensiteten anges numera som UV Index.
När huden utsätts för solens UVB-strålning bildar den efter hand ett pigment - melanin - som skyddar mot främst UVB-strålning. UVA-strålning framkallar inte solbränna, men når djupare ner i huden och kan bryta ner bindvävsprotein, kollagen, vilket påskyndar hudens åldrande. Två olika mekanismer påverkar produktion av melanin vid UV-exponering. Inledningsvis ger UVA-strålningen en oxidativ stress, vilket snabbt leder till mörknande melanin. Det kan också frigöra melanin från melanocyterna, men UVA ökar inte mängden melanin. Solbränna genom exponering av UVA leder därför inte till ökat skydd mot solskador.
Den andra processen, primärt triggad av UVB, ger en ökad produktion av melanin (melanogenes), som är kroppens reaktion mot UV-strålningens DNA-skador. Melanogenes leder till fördröjd solbränna, som typiskt blir synlig två eller tre dagar efter exponering.
Den solbränna som skapas av ökad melanogenes varar typiskt några veckor eller månader, mycket längre än den solbränna som skapas av oxidation av tidigare melanin, och är alltså ett verkande skydd mot strålskador och solbränna från UV-strålning, och inte bara kosmetisk.[källa behövs]
Detta motsvarar överslagsmässigt solskyddsfaktor (SPF) 3, det vill säga att den solbrända huden klarar tre gånger högre strålning än blek hud.
För att få äkta melanogenessolbränna genom UV-strålning måste huden först utsättas för viss direkt DNA-skada. Detta kräver UVB-exponering (som finns i naturligt solljus och i de solarier som kan producera UVB).[källa behövs]
Utöver pigmenteringsförändringar och skydd mot UV-strålning kan solbad även ge känslor av välbefinnande. Vissa fall av tanorexia har rapporterats i den medicinska forskningen, och även om mekanismerna ännu är okända, antyder preliminära resultat att solbad frigör endorfiner som ger känslor av lycka.
Hos människan och flera djurarter ombildas kolesterol i huden till vitamin D3 då det utsätts för UV-strålning.[källa behövs]

## Hudtyper
Den individuella hudtypen varierar från mörkbrun till nästan färglös pigmentering, som framstår som vit. År 1975 presenterade dermatologen Thomas B. Fitzpatrick en skala, ”the Fitzpatrick scale”, som beskriver det vanliga effekten vid exponering för solstrålning för olika hudtyper enligt följande:
| Typ | Också kallad              | Solbränd | Solvanor                   | von Luschans skala |
| --- | ------------------------- | -------- | -------------------------- | ------------------ |
| I   | Very light or pale        | Often    | Occasionally               | 1–5                |
| II  | Light or light-skinned    | Usually  | Sometimes                  | 6–10               |
| III | Light intermediate        | Rarely   | Usually                    | 11–15              |
| IV  | Dark intermediate         | Rarely   | Often                      | 16–21              |
| V   | Dark or "brown" type      | No       | Sometimes darkens          | 22–28              |
| VI  | Very dark or "black" type | No       | Naturally black-brown skin | 29–36              |

## Hälsoaspekter

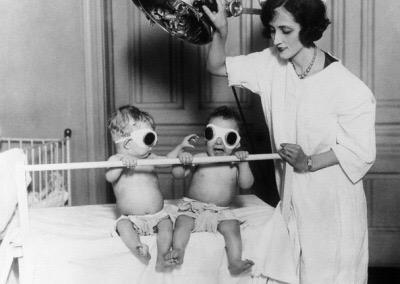
Behandling av rakitis med solarium år 1925.

Solens strålning är en förutsättning för livet på jorden och har flera positiva hälsoeffekter, såväl som skadliga hälsoeffekter. En studie indikerar att solbad kan minska risken för både diabetes och blodpropp i benen.
Begränsad tillgång till solljus, exempelvis i områden där solen skiner färre timmar på dygnet, kan ge brist på D-vitamin, vilket i sin tur kan ge upphov till sjukdomar som benskörhet, men även cancer, MS och olika infektionssjukdomar.
Vanliga och välkända risker med överexponering för solljus är solbränna och hudcancer, ger åldring av huden och snabbare rynkor, muterar DNA, och påverkar immunsystemet. samtidigt är produktion av vitamin D essentiell för människors hälsa. Varsam exponering för solljus skapar positiva effekter som D-vitamin och andra möjliga fördelar som fortfarande studeras.

## Råd för säker solning
Spädbarn under sex månader skall helt undvika att vistas i solen. Spädbarn över sex månaders ålder kan vistas kortare stunder i solen under förutsättning att barnet bär skyddande kläder och solskyddsmedel med hög solskyddsfaktor (30–50).
Äldre barn skyddas genom att vara i skuggan och bör bära kläder med långa ärmar och ben samt solhatt. Solskyddsmedel rekommenderas som ett komplement där kläderna inte täcker. Om solskyddsmedel används är det viktigt att regelbundet smörja in barnet, även vid användning av vattenfast solskyddsmedel.
Strålsäkerhetsmyndigheten (SSM) ger kort sammanfattat följande råd:
- Skydda huden i första hand med kläder, hatt och solglasögon.
- Ta en paus i skuggan från solandet mitt på dagen klockan 11-15.
- Komplettera med solskyddsmedel där kläder inte skyddar.
- Om du blir solbränd och bränner dig, vila helt från solen tills huden läkt.
- Vara försiktig på öppna platser. Fri horisont ger starkare UV-strålning.

I tidskriften Doktorn ger hudläkaren Harry Beitner, tidigare överläkare och verksamhetschef för hudkliniken på Karolinska sjukhuset och docent vid Karolinska institutet, kort sammanfattat följande råd:
- Solljuset är visserligen nyttigare än vad man tidigare trott – men undvik överdosering!
- Det bruna pigmentet är en ljusskyddande barriär.
- Bygg upp en gyllenbrun färg som är ett naturligt solskydd.
- Det tar 48 timmar att laga en DNA-skada. Vila från solen något dygn efter solning.
- Bygg upp det naturliga solskyddet (gyllenbrun färg) ett steg i taget: 20- 30 minuter i solen första soldagen (mindre för ljushyllta och solkänsliga på sydliga breddgrader). Om huden inte blir röd öka med 10-15 minuter per dag.
- Undvik direkt solstrålning mitt på dagen.
- Var inte i direkt solljus mer än 2 timmar per dag, även med gyllenbrun färg.
- Överskatta inte din huds tålighet
- Låt helst små barn vara i skuggan (under parasoll, badlakan, träd etcetera)
- Barn under ett år ska helst inte utsättas för direkt solstrålning, äldre barn högst en halvtimme.
- Använd solskyddsmedel på rätt sätt - kläder är bästa solskyddet, med solkrämer som komplement.
- På sikt påskyndar flitigt solande hudens åldrande – en soldyrkande tonåring blir rynkig 30-åring!

## Solbad
Solbadandet popularitet och solbränd hud har varit moderiktigt i omgångar. I USA och Västeuropa, före 1920-talet associerades solbränna med lägre samhällsklasser som blev solbrända genom att de arbetade ute. Kvinnor ansträngde sig för att behålla en blek hy som ett tecken på sin övre klasstillhörighet.
Kvinnors klädsel var förr utformad för att skydda mot solbränna med långa ärmar, stora hattar, scarves och parasoller som skyddade huvud och hals. Man använde även vitt bly- och arsenikpigment som kosmetika för att få vit hy. Ljus hy var modernt fram till slutet av den viktorianska eran.
I början på 1900-talet kom dock hälsofördelar med solljus att uppmärksammas. År 1903 fick Niels Finsen Nobelpriset i medicine för “Finsen Light Therapy”. Solljus var ett verksamt medel mot sjukdomar som lupus vulgaris och rakitis. Vitamin D-brist blev identifierad som orsak till rakitis, och solstrålning alstrade D-vitamin hos den sjuke. Därför anade man att solstrålning även kunde vara ett medel mot andra sjukdomar och en väg till hälsa. År 1910 genomfördes en vetenskaplig expedition till Teneriffa för att undersöka hälsoeffekter av "heliotherapy",
Omkring 1913 blev solbad en eftertraktad aktivitet för dem som hade råd.
Kort därefter, på 1920-talet, blev modedesignern Coco Chanel av misstag solbränd under ett besök på franska Rivieran. När hon kom hem, med solbränd hud, skapade hon ett mode. Många ville likna henne och intresset för solbad ökade. Samtidigt idoliserades Josephine Bakers mörka hud. Dessa två kvinnor har beskrivits som betydelsefulla för hur synen på solbränd hud kom att förändras på 1920-talet. Solbränna blev fashionabelt, hälsosamt och ett tecken på lyx.
Det fanns en övertro på solens hälsoeffekter och en omedvetenhet om riskerna med överexponering. I en handbok för hemmen, utgiven av Svenska Röda Korset 1926, framhölls i avsnittet "Bad" att: 
Solbelysning av kroppens yta har visat sig särskilt välgörande vid tuberkulösa åkommor i bensystemet, i körtlar och ledgångar och utövar helt säkert en allmänt uppiggande inverkan på organismen. Man kan därför med fördel förena friluftsbadet med ett solbad, men man bör komma ihåg, att det är av största vikt att långsamt och försiktigt vänja kroppen vid solstrålningen. Oförsiktighet härutinnanan kan vålla stark retning i huden med klåda, blåsbildning och avfjällning. När huden börjar bliva brun, tål den ständigt mera och mera sol,utan att sådana retningstillstånd uppträda.
Jean Patou lanserade den första sololjan, "Huile de Chaldee", år 1927.
Omkring 1930 blev solterapi den mest populära ordinerade kuren för de flesta sjukdomar, från vanlig trötthet till TBC. På 1940-talet började reklam förekomma i damtidningar som uppmuntrade solbad. Samtidigt blev baddräkterna mindre – och den solbelysta huden större – med bikinin från 1946 och topless på 1980-talet. 
Från 1950-talet utnyttjades krämer för att uppnå något som liknade solbränna., exempelvis Coppertone, 1953. I slutet av 1950-talet började metall reflektorer användas för att öka solbrännan.
År 1962 kom solskyddskrämer med solskyddsfaktor (SPF) 3. År 1978 fanns både solskydd med SPF 15 och solarium.
I vissa kretsar anses tydliga skillnader av solbränd och icke-solbränd hud, så kallade tan lines, som oestetiska varför dessa eftersträvar att bli solbrända över hela kroppen. Kvinnor viker undan bikinibanden när man solar ryggen, och under perioder har man solat topless eller naken. 
Tan lines är inte bara ett estetiskt problem. De utgör en uppenbar risk för skadlig solbränna när man byter mellan exempelvis från en t-skirt med något längre ärm till en med något kortare, eller när man byter från shorts till badkläder. De vita ytorna, helt utan skyddande melanin, kan bli starkt solbrända på kort tid.
1969 kom så kallade “tan-through swimwear”, det vill säga textilier som är perforerade med mikrohål som släpper igenom solljus. De släpper igenom omkring en tredjedel av UV-strålningen (SPF 3).